# V394 Андромеды
V394 Андромеды (лат. V394 Andromedae), HD 222555 — двойная звезда в созвездии Андромеды на расстоянии приблизительно 1510 световых лет (около 463 парсеков) от Солнца. Видимая звёздная величина звезды — от +7,42m до +7,4m.

## Характеристики
Первый компонент — бело-голубая пульсирующая переменная звезда (LPB) спектрального класса B9, или B5. Масса — около 4,996 солнечных, радиус — около 4,637 солнечных, светимость — около 309,03 солнечных. Эффективная температура — около 8693 K.
Второй компонент — коричневый карлик. Масса — около 57,47 юпитерианских. Удалён на 2,557 а.е..